# 迪特尔布伦
迪特尔布伦是德国巴伐利亚州的一个市镇。总面积23.84平方公里，总人口7173人，其中男性3572人，女性3601人（2011年12月31日），人口密度301人/平方公里。